# Ramón Sanromán
Ramón Sanromán Roade (Vigo, 4 ottobre 1952) è un ex calciatore spagnolo, di ruolo attaccante.

## Carriera
Cresciuto nelle giovanili del Celta Vigo, nelle stagioni 1968-1969 e 1969-1970 giocò in prestito nel Gran Peña, squadra filiale del Celta che militava nella quarta serie del calcio spagnolo dopo aver partecipato per molti anni alla Tercera División.
Esordì con la prima squadra nella stagione 1971-1972 entrando in campo al posto di Rafael Almagro in occasione della quinta partita di campionato, persa per 4-0 contro l'Athletic Club all'estadio San Mamés. Il 6 gennaio 1972 entrò in campo al 65' contro il Las Palmas e realizzò la sua prima rete in Primera División, con cui la squadra della Galizia si impose per 2-0. Nella successiva partita di campionato contribuì con un altro gol al pareggio in rimonta per 2-2 in casa dello Sporting de Gijón. In seguito a questi risultati, il 23 gennaio contro l'Atlético de Madrid fu schierato per la prima volta da titolare dall'allenatore Juan Arza e restò in campo per 86 minuti, fino a quando venne sostituito da José Fernando Martínez Rodilla.
Nella stagione 1978-1979 il Celta retrocesse in Segunda División. Sanromán si ritirò al termine della stagione 1979-1980, che vide la squadra di Vigo retrocedere in Segunda B.